# Kirnitzschtal

Lage der Gemeinde Kirnitzschtal im Landkreis Sächsische Schweiz-Osterzgebirge (Gebietsstand: 30. September 2012)

Kirnitzschtal war eine Gemeinde im Landkreis Sächsische Schweiz-Osterzgebirge in Sachsen. Sie wurde am 1. Oktober 2012 in die Stadt Sebnitz eingegliedert, mit der sie vorher bereits in der Verwaltungsgemeinschaft Sebnitz zusammenarbeitete.

## Geografie und Verkehr
Die fünf Ortsteile der Gemeinde Kirnitzschtal waren Altendorf, Mittelndorf, Lichtenhain, Ottendorf und Saupsdorf, die sich in dieser Reihenfolge von West nach Ost ziehen.
Alle Ortsteile liegen auf den Hochflächen nördlich des namengebenden Baches Kirnitzsch im Kirnitzschtal in etwa 365 m ü. NN. Die 44,2 km² große Gemeindefläche zog sich von Bad Schandau an der Elbe nach Osten bis an die tschechische Grenze.
Die Ortsteile Altendorf, Mittelndorf und Lichtenhain liegen an der Staatsstraße S 154 Bad Schandau und Sebnitz. Der Ortsteil Mittelndorf verfügt über einen Haltepunkt an der Bahnstrecke Bautzen–Bad Schandau, welcher jedoch seit 2015 nicht mehr bedient wird. Im Kirnitzschtal fährt die elektrisch betriebene Kirnitzschtalbahn von Bad Schandau bis zum Lichtenhainer Wasserfall.

## Geschichte
Die Gemeinde Kirnitzschtal entstand am 1. März 1994 aus den drei Gemeinden Lichtenhain (mit Altendorf und Mittelndorf), Ottendorf und Saupsdorf. Die Gemeindeverwaltung bekam ihren Sitz in der Schulstraße 4 im Ortsteil Lichtenhain. Am 1. Oktober 1998 ging Kirnitzschtal mit der Nachbarstadt Sebnitz eine Verwaltungsgemeinschaft ein. Sebnitz erledigte seitdem einen Teil der Verwaltungsarbeiten für Kirnitzschtal mit und erhielt dafür eine Umlage von der Gemeinde.

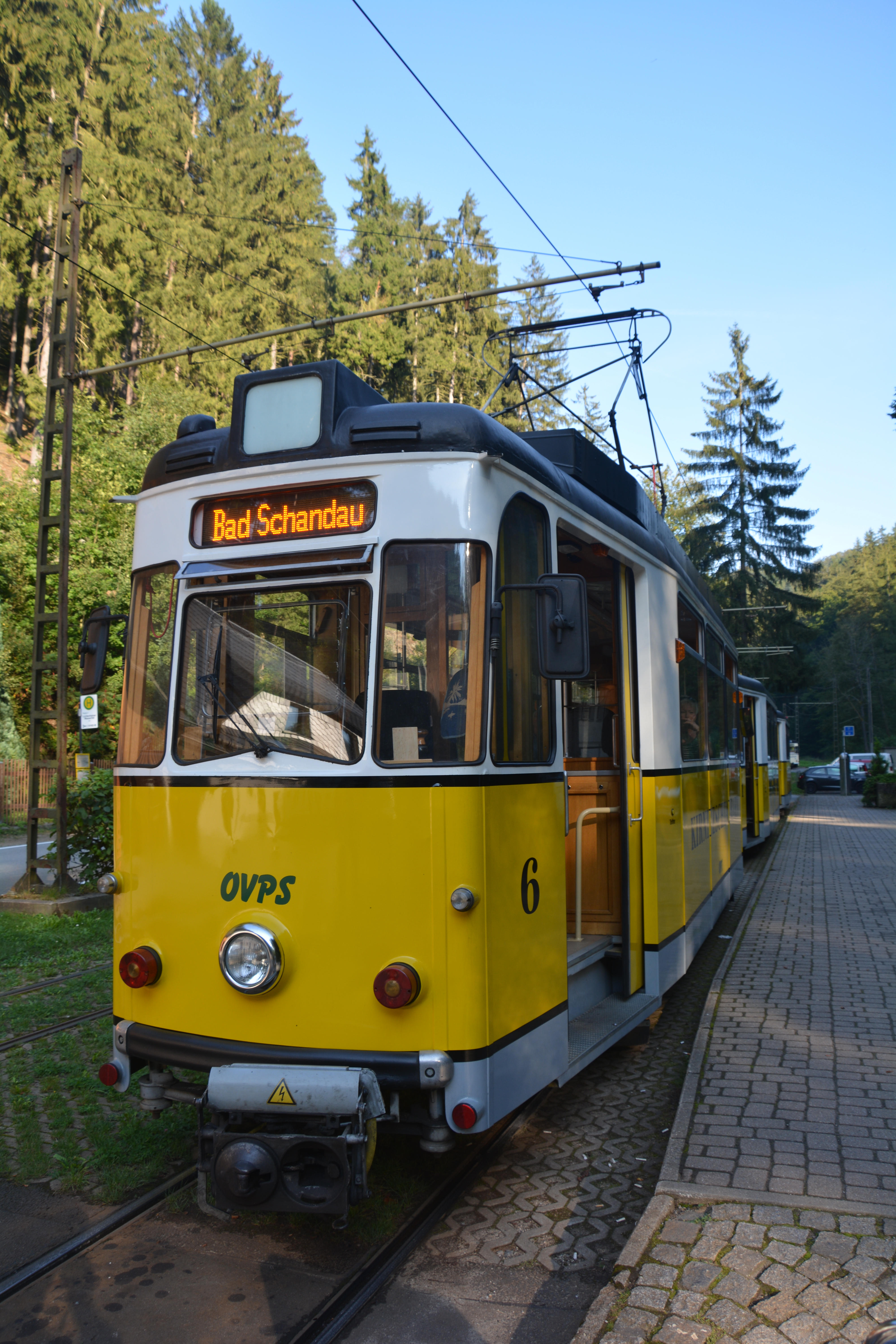
Die Kirnitzschtalbahn am Lichtenhainer Wasserfall

Aufgrund der schwierigen Haushaltssituation Kirnitzschtals beschloss der Gemeinderat die Eingliederung nach Sebnitz. Der Landkreis gab am 25. Juni 2012 seine Zustimmung zu der Fusion. Die Eingemeindung trat am 1. Oktober 2012 in Kraft, die Verwaltungsgemeinschaft wurde aufgelöst. Die ehemaligen Ortsteile Kirnitzschtals wurden Ortsteile von Sebnitz. Der letzte ehrenamtliche Bürgermeister der Gemeinde war Robert Läsker (CDU). Bis zur Kommunalwahl 2014 hatten die fünf ehemaligen Kirnitzschtaler Ortsteile einen gemeinsamen Ortschaftsrat. Seitdem haben sie jeweils einen eigenen Ortschaftsrat.
Die Einwohnerzahl der Gemeinde stieg nach ihrer Bildung leicht bis auf den Höchststand von 2271 im Jahr 1997 an, sank danach aber bis auf 2083 Einwohner im Jahr 2011 ab (jeweils 31. Dezember). Die zuletzt ermittelte Bevölkerungsdichte mit dem Stand vom 31. Dezember 2011 betrug 47 Einwohner je km².
| Jahr | Einwohner |
| ---- | --------- |
| 1994 | 2247      |
| 1995 | 2252      |
| 1996 | 2247      |
| 1997 | 2271      |
| 1998 | 2267      |
| 1999 | 2266      |

| Jahr | Einwohner |
| ---- | --------- |
| 2000 | 2222      |
| 2001 | 2203      |
| 2002 | 2218      |
| 2003 | 2222      |
| 2004 | 2230      |
| 2005 | 2171      |

| Jahr | Einwohner |
| ---- | --------- |
| 2006 | 2158      |
| 2007 | 2180      |
| 2008 | 2147      |
| 2009 | 2126      |
| 2010 | 2121      |
| 2011 | 2083      |